# 風速40米
『風速40米』（ふうそくよんじゅうメートル、英: A Man Who Rode the Typhoon）は1958年に公開された日本の映画作品である。蔵原惟繕監督。日活配給。

## あらすじ
滝今日子が北アルプス登山中、不良学生に襲われそうになったところを学生2人組に助けられる。助けたうちの1人である滝颯夫は北海道大学工学部の建築学科の学生で、父と一緒の羽根田工務店への就職しようとしていたが、父からは和泉建設を勧められる。そんな中、滝颯夫の目の前で羽根田工務店の技師の士門が墜落死してしまう。しかし士門技師が亡くなったあと、新ビル建設工事は遅れていたにもかかわらず、羽根田工務店の株価が昇り始める。
颯夫が和泉建設の就職を断りに行った際に、父が和泉建設の早田社長とつながっており、和泉建設が羽根田工務店の乗っ取りを計画していることを知ってしまう。その後、父が颯夫と共に早田社長を訪ねた際に自分が利用されていたことを知り、羽根田工務店の株式はほとんど買い占められ、工期が間に合わないとわかっていながら、颯夫と共に突貫工事を始めた。夜半から風が強まり、ついに風速40mを超える中、突貫工事を続ける颯夫たちは暴徒に襲われるが、ついにビルを守り切って新東京ビルが落成した。乱闘事件の黒幕であった早田社長は逮捕され、士門技師の暗殺事件も明るみに出た。全て終わった夏休み最後の日を颯夫と今日子は湘南で過ごす。

## キャスト
- 石原裕次郎
- 北原三枝
- 渡辺美佐子